# Les héros ne meurent jamais (film, 2019)
Pour les articles homonymes, voir Les héros ne meurent jamais.
Pour plus de détails, voir Fiche technique et Distribution.
Les héros ne meurent jamais est un film franco-belgo-bosnien réalisé par Aude Léa Rapin, présenté au Festival de Cannes 2019 en compétition pour la Caméra d'or dans le cadre de la Semaine de la critique.

## Fiche technique
- Titre original : Les héros ne meurent jamais
- Réalisation :  Aude Léa Rapin
- Scénario : Aude Léa Rapin  et Jonathan Couzinié
- Photographie : Paul Guilhaume
- Montage : Juliette Alexandre
- Production : Sylvie Pialat, Clément Miserez et Benoît Quainon
- Sociétés de production : Les Films du Worso et Radar Films
- Société de distribution : Le Pacte
- Genre : drame
- Durée : 85 minutes
- Dates de sortie :
  - France : 17 mai 2019 (Festival de Cannes), 30 septembre 2020 (en salles)

## Distribution
- Adèle Haenel : Alice
- Jonathan Couzinié : Joachim
- Antonia Buresi : Virginie
- Hasija Boric : Hajra
- Vesna Stilinovic : Ana Tadic
- Damir Kustura : Marko
- Slaven Vidak : Ibro
- Haris Devic : Dusan Tadic